# 三星Galaxy S8 Lite
Samsung Galaxy S8 Lite 又稱 三星Galaxy S輕奢版 是韓國三星電子在2018年5月於中國發表的Android系統中階旗艦智能手機，是三星Galaxy S系列中定位於第八代中階版本，外型跟三星Galaxy S8一樣。

## 特色

### 機身
正背雙曲面玻璃，螢幕四方的圓角設計，背面指紋解鎖，左右無邊框設計。

### 相機
後置鏡頭為1600萬像素，前置鏡頭為800萬像素。

### 屏幕
Galaxy S8 Lite屏幕尺寸為5.8吋，採用FullHD+解析度Super AMOLED螢幕，18.5:9屏幕顯示比例，屏佔比例超過83%。移除實體Home鍵，改為屏幕虛擬鍵，Home鍵具有壓力感應功能（3D Touch），螢幕四方的圓角設計。

### Bixby智慧助理
搭載Bixby智慧助理服務，機身左側新增Bixby快捷鍵，可快速開啓Bixby功能。

### 效能
S8 Lite 使用高通Snapdragon 660。

### 抗水防塵
S8為IP68防塵抗水，完全防塵，灰塵無法進入，完全防止接觸，並能浸入水中1.5米，並維持三十分鐘而運作正常。

## 顏色
顏色包括：
| 顏色 | 名稱     | 英語         | 容量 | 備註 |
| ---- | -------- | ------------ | ---- | ---- |
| 黑   | 迷夜黑   | Black Night  | 64GB |      |
| 紅   | 勃艮第紅 | Burgundy Red | 64GB |      |